# Cantorovo diskontinuum
Cantorovo diskontinuum je matematický pojem označující jistou množinu bodů na přímce. Tato množina má některé velmi zvláštní vlastnosti. Cantorovo diskontinuum bývá také často považováno za fraktál.

## Definice
Intuitivně lze Cantorovo diskontinuum definovat takto: Mějme dán uzavřený interval [0,1]. Odebereme-li z něj jeho prostřední třetinu (bez krajních bodů), získáme tím dva nové uzavřené intervaly třetinové délky. Pokud z obou těchto intervalů opět odebereme jejich prostřední třetiny, získáme celkem čtyři nové intervaly devítinové délky. Budeme-li takto pokračovat dál, tj. budeme-li odebírat v každém kroku vždy prostřední třetiny všech vzniklých intervalů, a provedeme-li těchto kroků nekonečně mnoho, získáme množinu bodů, které zůstanou neodebrány. Tuto množinu nazveme Cantorovo diskontinuum.

Sedmá iterace Cantorova diskontinua

Mnohem kratší, ale zato méně intuitivní definice je tato: Cantorovo diskontinuum je množina všech bodů v intervalu [0,1], v jejichž trojkovém rozvoji se nevyskytuje číslice 1 (přesněji v alespoň jednom z (nejvýše dvou možných) trojkových rozvojů).

## Vlastnosti
Cantorovo diskontinuum:
- je nespočetná množina
- je perfektní množina (je rovno množině svých limitních bodů)
- je řídká množina
- je uzavřená množina
- má Lebesgueovu míru 0
- má Hausdorffovu dimenzi ln(2)/ln(3) = 0,6309...

Je možno spočítat, jakou část úsečky odebereme v každém kroku. V prvním řádku odebereme jednu třetinu, v druhém pak dvě devítiny atd. Když tyto kroky sečteme, dostaneme geometrickou posloupnost:
{\displaystyle {\frac {1}{3}}+{\frac {2}{9}}+{\frac {4}{27}}+{\frac {8}{81}}+\cdots =\sum _{n=0}^{\infty }{\frac {2^{n}}{3^{n+1}}}={\frac {1}{3}}\sum _{n=0}^{\infty }{\frac {2^{n}}{3^{n}}}={\frac {1}{3}}\left({\frac {1}{1-{\frac {2}{3}}}}\right)=1.}
Jinými slovy, limitním způsobem zmizí intervaly o stejné délce, jako měla původní úsečka (tj. Cantorovo diskontinuum je množina míry 0).

## Zobecnění do více rozměrů
Jako zobecnění Cantorova diskontinua lze konstruovat obdobně (tj. rovnoměrným rozdělením každé celistvé části útvaru a odebráním středové oblasti v nekonečně iteračních krocích) i další fraktální útvary v rovině a v prostoru, např.:
- Cantorův prach v rovině má Hausdorffovu dimenzi ln(4)/ln(3) = 1,2619..., v prostoru pak ln(8)/ln(3) = 1,8928...

- Sierpinského trojúhelník má Hausdorffovu dimenzi ln(3)/ln(2) = 1,5849..., Sierpinského koberec[1] pak ln(8)/ln(3) = 1,8928... (tedy stejnou jako Cantorův prach v prostoru)

- Sierpinského čtyřstěn, též zvaný tetrix, má Hausdorffovu dimenzi ln(4)/ln(2) = 2 (tedy stejnou jako rovina), Sierpinského pyramida (na obr. červeně) ln(5)/ln(2) = 2,3219..., Mengerova houba pak ln(20)/ln(3) = 2,7268...

## Historie
Sám Cantor diskontinuum definoval pouze obecně. Množinu vzniklou konstrukcí pomocí odebírání třetin zmínil jenom jako příklad perfektní a řídké množiny.

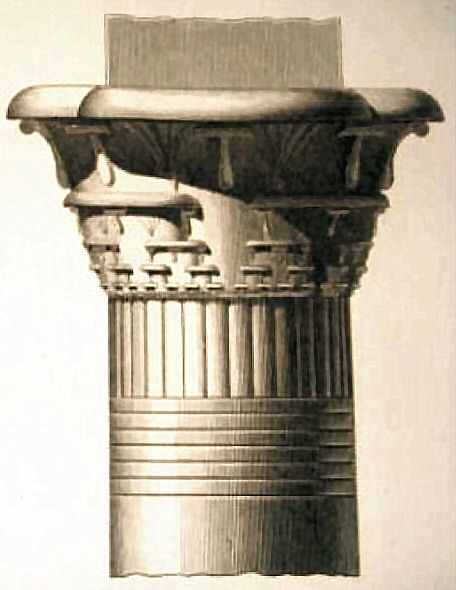
Hlavice sloupu z ostrova Philae se vzorem připomínajícím Cantorovo diskontinuum.

Hlavice sloupu z ostrova Philae pocházejícího ze starověkého Egypta má na sobě vzor, který připomíná Cantorovo diskontinuum. Cantor mohl vidět obraz tohoto sloupu, neboť jeho bratranec byl egyptolog.